# Тор-Эйблстар
«Тор-Эйблстар» (англ. Thor-Ablestar, также известна, как Thor Able-Star или Thor-Epsilon) — американская ракета-носитель лёгкого класса, семейства Тор.

## История пусков
- Массогабаритный макет GRAB; запущен при первом запуске РН "Тор-Эйблстар" (апрель 1960)